# دره‌پشت
دره پشت، روستایی است از توابع بخش سنگر شهرستان رشت در استان گیلان ایران.
پروژه گازرسانی به تازگی در این روستا شروع شده‌است.

## جمعیت
این روستا در دهستان اسلام‌آباد قرار دارد و براساس سرشماری مرکز آمار ایران در سال ۱۳۸۵، جمعیت آن ۶۳۲ نفر (۱۷۸خانوار) بوده‌است.